# Carlo Chelli

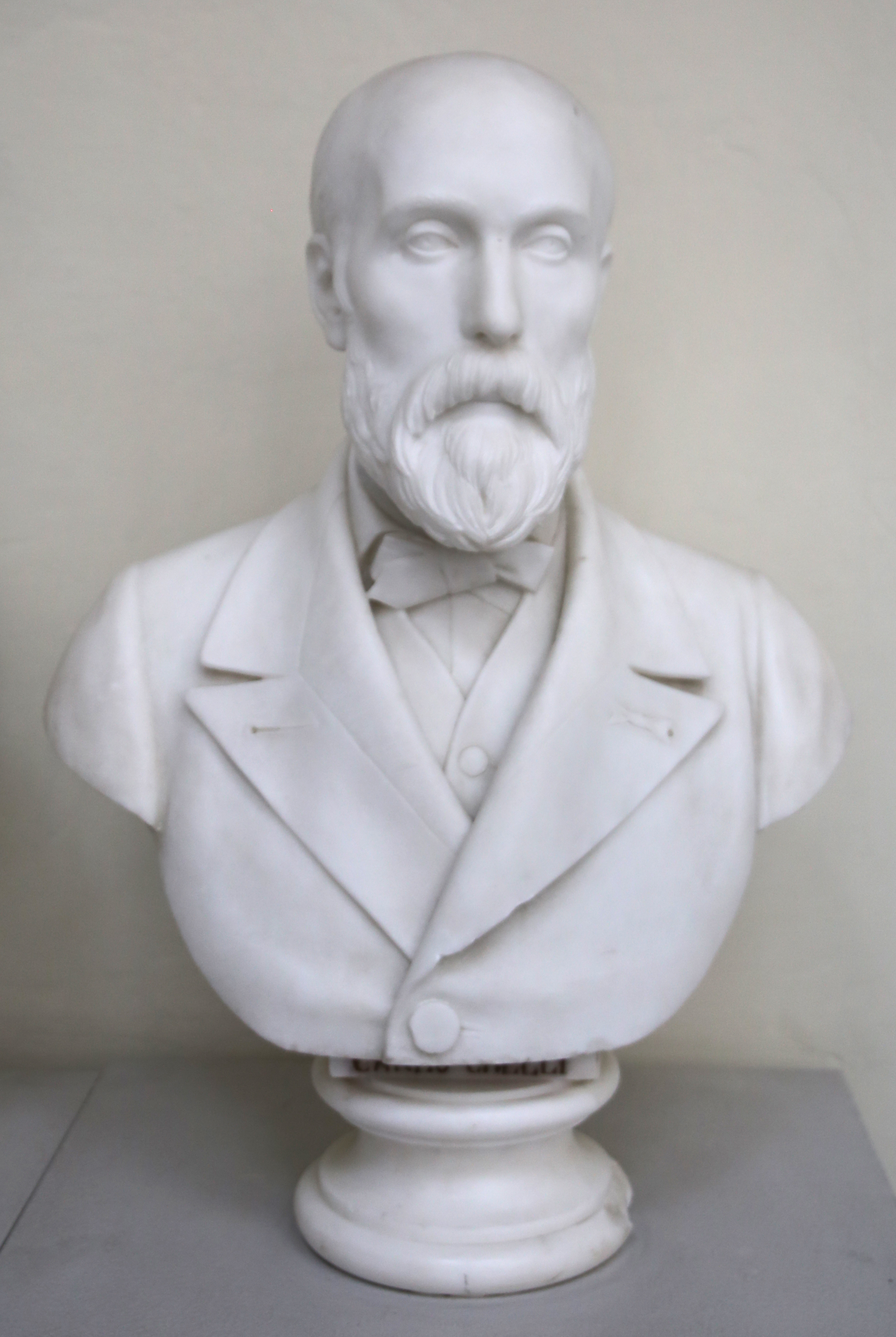
Büste Carlo Chellis in der Accademia di Belle Arti di Carrara (unbekannter Künstler, vor 1889)

Carlo Chelli (* 1807 in Carrara; † 16. April 1877 ebenda) war ein italienischer Bildhauer.

## Leben
Carlo Chelli studierte an der Accademia di Belle Arti di Carrara. Noch während der Ausbildung gewann er 1827 den Wettbewerb für die allegorischen Statuen Glaube und Religion für die Kirche Gran Madre di Dio in Turin. 1831 gewann er mit dem Basrelief Alexander zu Füßen des Hohepriesters ein Stipendium für einen Aufenthalt in Rom, wo er bei Carlo Finelli studierte. Ab etwa 1840 lebte und arbeitete er in Bologna, bevor er 1857 nach Rom zurückkehrte.
Chelli schuf allegorische und religiöse Statuen und Grabdenkmäler. Über seinen Bruder Eusebio Chelli, der Architekt und Professor für Architektur und Ornamentik in Santiago de Chile war, erhielt er auch Aufträge in Chile.

## Werke

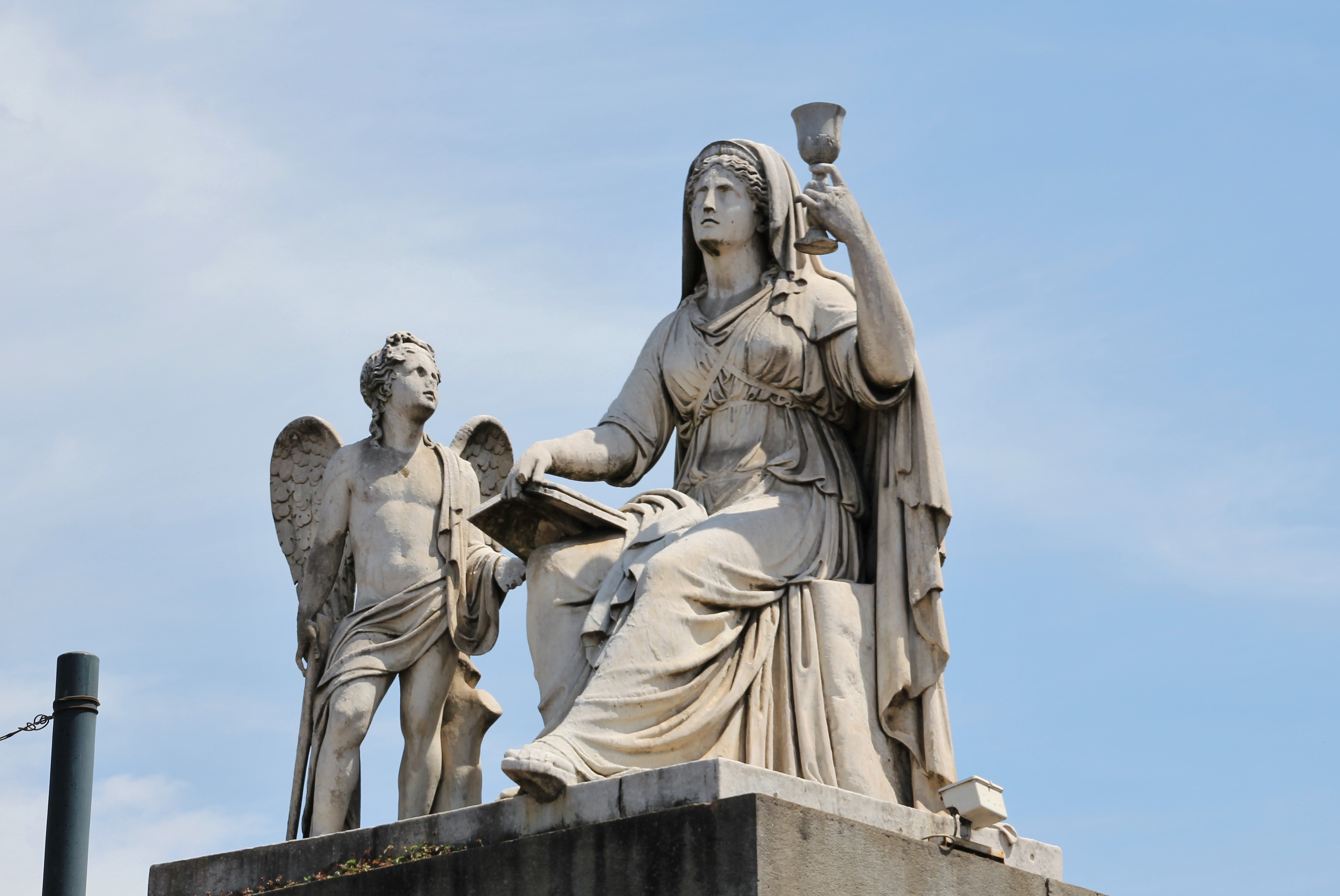
Glaube, Statue vor Gran Madre di Dio in Turin

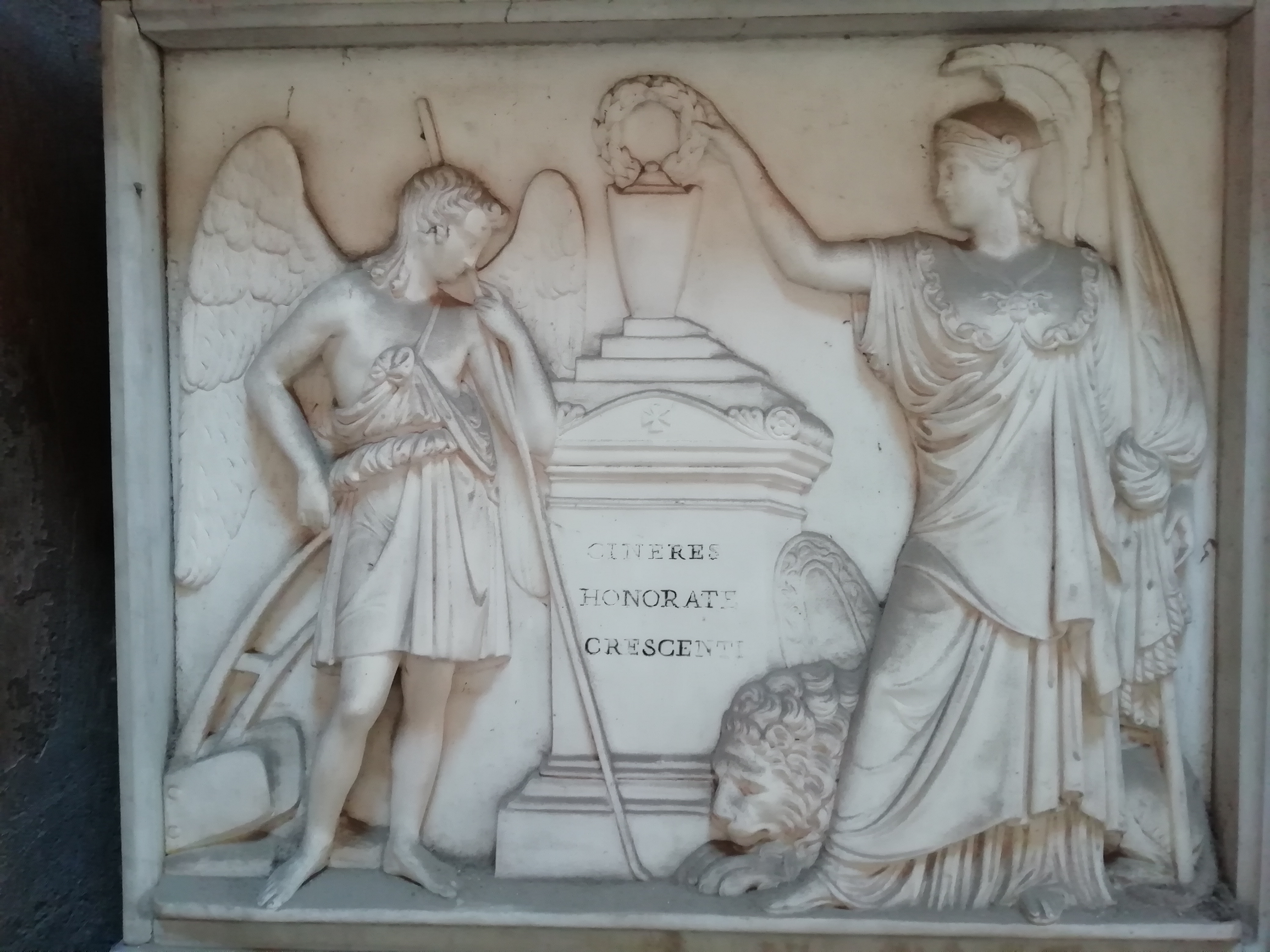
Grabmal für Camillo Pizzardi, Certosa di Bologna (Detail)

- Marmorstatuen Glaube und Religion, Kirche Gran Madre di Dio, Turin, 1827
- Basrelief Alexander zu Füßen des Hohepriesters, 1831
- Ganymed, 1834
- Tänzerin, 1835
- Grabmal für Camillo Pizzardi, Cimitero Monumentale della Certosa di Bologna, 1842
- Allegorie der Nautik, Grabmal für die Familie Mariscotti, Cimitero Monumentale della Certosa di Bologna, 1844
- Madonna mit Kind, Basilika San Francesco, Bologna, 1844
- Statue des Propheten Ezechiel, Säule der Unbefleckten Empfängnis, Piazza di Spagna, Rom, 1858
- Grabmal für General Grabinski, Cimitero Monumentale della Certosa di Bologna, 1861
- Grabmäler in der Kirche Santo Domingo, Santiago de Chile, 1862–1865[1]
- Paolo e Virginia, 1863, heute in der Accademia di Carrara
- Grabmal Nicola Pucettis in der Kirche Santa Maria in Aquiro, Rom, 1868
- allegorische Statuen Musik und Poesie, Teatro Municipal, Santiago de Chile, um 1870